# Гимнософисты
Гимнософисты (греч. γυμνοσοφισταί, «нагие мудрецы») — греческое название индийских философов-аскетов (близких к йогам или садху), которые пренебрегали одеждой, относясь к покрытию тела как к излишней заботе, препятствующей духовному совершенствованию.

## Встреча с Александром Македонским
Гимнософисты упоминаются рядом авторов в описании встречи Александра Македонского с индийскими философами в Пенджабе.
О встрече с ними рассказывал в несохранившемся сочинении Онесикрит, которого пересказывали Страбон, Плутарх, Арриан и Климент Александрийский.
Из сохранившихся источников слово встречается впервые в Берлинском папирусе 13044 (начало I в. до н. э.), хотя уже Теофраст употребляет близкое выражение «мудрецы индов, не носящие одежду».
10 гимнософистов были пленены, и Александр задавал им вопросы, после чего царь захотел увидеться с Дандамием, их старейшиной. Одного из гимнософистов, Калана, Александр убедил присоединиться к своей свите, некоторое время он сопровождал войско, но в Персии сжёг себя на костре.
Плиний упоминает, что гимнософисты целый день смотрят на солнце, не закрывая глаз.
Согласно В. К. Шохину, мудрецы, с которыми встречался Александр, более всего напоминают адживиков — одно из религиозно-философских направлений Древней Индии, но некоторые черты близки джайнам и ортодоксальным брахманам.
Упоминаются Диогеном Лаэртским (со ссылкой на Аскания Абдерского) в повествовании о Пирроне, основателе чистого скептицизма. Согласно его описанию, Пиррон подвергся сильному влиянию гимнософистов, вместе со своим учителем Анаксархом сопровождая Александра в Индию и, по возвращении в Европу, следовал их образу жизни. Однако степень этого влияния подробно не описана.
Встреча Александра с «нагомудрецами» известна была и в Древней Руси по переводам «Александрии».

## Встречи с другими историческими личностями
Поздний спартанский историк Аристократ упоминает, что и Ликург общался с гимнософистами. Общение с гимнософистами приписывали и Демокриту. Гимнософисты также упоминаются у Филона, Лукиана и других авторов.